# Hrvatske regije i gradovi (LZMK)
Hrvatske regije i gradovi serijal je enciklopedija i leksikona o lokalnim područjima Hrvatske koji objavljuje Leksikografski zavod Miroslav Krleža. Za ta je djela, osim geografski uskog tematskog područja, karakterističan velik broj geografskih natuknica.
Serijal je osmišljen objavom Istarske enciklopedije 2005. godine, koja je ujedno bila prva regionalna enciklopedija u Hrvatskoj. Prema Mladenu Klemenčiću »napravili [su] shemu kojom bi se taj niz nastavio.« Godinu poslije, 2006., dovršen je Zagrebački leksikon, nakon čije su objave utihnuli radovi na serijalu. Iako je u jednom trenu postojao pokušaj za uspostavu uredništva slavonske enciklopedije, on nije urodio plodom, a započet rad na Splitskom leksikonu s vremenom je usporio i u konačnici potpuno zastao.
Rad na serijalu nastavio se potom ujesen 2013. godine na prijedlog zagorskog književnika Božidara Brezinščaka Bagole, koji je pokrenuo radove na Enciklopediji Hrvatskoga zagorja u suradnji Krapinsko-zagorske županije i Zavoda. Nakon objave EHZ 2017. godine, već je početkom iduće godine potpisan ugovor između Zavoda i Grada Velike Gorice za početak projekta Turopoljskog leksikona, koji je dovršen i objavljen 2021. godine. Sljedeće izdanje, Lička enciklopedija, ušla je u pripremu 2024. godine nakon dovršetka elaborata godinu ranije, a njezina se objava predviđa za 2026. ili 2027. godinu. Iste je godine odobrena izrada elaborata za Enciklopediju Boke Kotorske, nakon čega će se odlučiti o početku rada na tom projektu.
Godine 2025. objavljeno je drugo, dopunjeno izdanje Enciklopedije Hrvatskoga zagorja, potaknuto brzom rasprodajom prvoga.

## Splitski leksikon
Splitski leksikon projekt je Zavoda i splitskog Književnog kruga u sklopu serijala o hrvatskim regijama i gradovima. Pokrenut je potpisivanjem ugovora između Zavoda, Književnog kruga i Grada Splita 24. travnja 2009. godine, a temeljen je na znanstvenoj građi profesora Jerka Matošića, koji je i sâm namjeravao stvoriti leksikon. Autorska prava na Matošićevu građu njegova je obitelj za 600 tisuća kuna (79,6 tisuća eura) prodala Gradu Splitu, omogućivši time rad na leksikonu. Matošićevu građu u te je svrhe digitializirao Arsen Duplančić iz Arheološkog muzeja.
Planirani opseg leksikona bio je oko 2100 jedinica, uključujući među ostalim i biografije osoba koje su imale značajan doprinos Splitu, u ukupno 70 – 80 tisuća redaka. Potpisani ugovor predviđao je završetak tiskanja 2012. godine.
U izvješću o radu Zavoda za 2013. godinu navedeno je da »početak rada na prikupljanju i uređivanju natuknica nije započet zbog dodatnih redefiniranja podrške grada Splita,« dok je godinu poslije rad Zavoda na djelu potpuno zaustavljen »radi redefinicije projekta«, s prijedlogom Književnog kruga da se rokovi produže. U planu rada za 2015. navodi se da Krug radi na prikupljanju građe koju bi Zavod leksikografski obradio, no da se prema stanju ne očekuje uključivanje Zavoda u radu te godine. Tijekom 2017. Zavod od Kruga nije zaprimio predviđene članke, već isključivo one iz gospodarstvenih tema, dio članaka o graditeljstvu i revidirane abecedarije dviju struka, zbog čega piše da je »otvoreno […] pitanje načina daljnjeg rada na projektu.« Plan rada za 2018. godinu na temelju dotadašnjeg »tempa prikupljanja« građe predlaže da se, ukoliko prikupljanje ne bude dostatno brzo, projekt ponovno redefinira ili prekine, a plan rada za 2019. godinu konačno donosi informaciju: »Rad na projektu se ne planira, do redefiniranja projekta.«